# Ільницький Семен

Міністр оборони Ямпільської республіки отаман Семен Ільницький

Семе́н Ільни́цький (1883, Кетроси, Ямпільський район, Вінницька область — листопад 1920) — Отаман Ільницький родом з села Кетроси — повстанський отаман, засновник Ямпільської Республіки, на зразок Холодноярівської, підпрапорщик царської армії, полковник Армії УНР, командир Окремого Наддністрянського куреня. З шляхетного роду Ільницьких гербу Drag-Sas, який бере свій початок від середущого сина графа Vancza Valachus Іванка, яким король Владислав II Ягайло 27.06.1431 року надав у власність землі (Турка, Явора, Ільник)[джерело?].

## Життєпис
Семе́н Ільни́цький народився 1883 року на Вінниччині. Закінчив із похвальним листом церковнопарафіяльну школу та сільськогосподарське училище в місті Сороки. Вступив до царської армії добровольцем, двічі був поранений. Революція його застала на Румунському фронті.
Пізньої осені 1917 року привів з Румунського фронту у село Кетроси (Довжок) українізовану військову частину у повному бойовому порядку; людей розпустив, зброю приховав — на 4 сотні, в тому числі на 1 кулеметну. Згодом підібрав кинуту за селом артилерійську батарею і теж її «змаґазинував». Десь у цей самий час до сусіднього села Качківки повернувся прапорщик Федір Криворучко, котрий теж вдіяв так само. Позаяк час був непевний, з усіх боків та із-за Дністра ходили банди, залишки армій, грабуючи мирне населення. Для забезпечення охорони своїх сіл обидва командири зробили згодом кожен у своєму селі загони самооборони. У Качківці він налічував до 300 чоловік, у Кетросах близько 800 добре озброєних, віком 18-19-річних хлопців.
Навесні 1918 організував з односельців Марківську козацьку сотню — назва походить від місцевої річки. Коли постала необхідність оборони УНР, Ільницький зібрав вояків, відкопав зброю, створив Окремий наддністрянський курінь, який згодом влився в Армію УНР.
На Різдво 1918 року розгромили більшовицький загін Федора Криворучка.
З 28 січня 1919 Ільницький в керівництві Ямпільскої республіки керував збройними силами. Весною — літом 1919 постійно маневруючи в напрямку Ямполя, Вапнярки, Могилева, Кам'янця-Подільського та Проскурова, загін Ільницького залишав у цих місцях свої залоги, котрі вели запеклу боротьбу із частинами більшовиків. Такі козацькі загони були для населення і владою, і охороною, і судом.
Загинув в листопаді 1920 р. На той час основні учасники повстанського загону вже були в Румунії. А його як досвідченого офіцера-організатора підпільний штаб, очевидно, залишив для підготовки нового повстання. Отамана виказали більшовикам місцеві активісти, і він загинув у селі Кетроси, відстрілюючись, оточений червоноармійцями Якова Домбровського.
Його дружина Марія мала у своєму командуванні загін кіннотників, чудово стріляла з карабіна і володіла шаблею.
Переважна більшість вояків Семена Ільницького аж до 1925 року зі зброєю боролися з радянською владою.